# Bridgewater, Iowa
Bridgewater là một thành phố thuộc quận Adair, tiểu bang Iowa, Hoa Kỳ. Năm 2010, dân số của thành phố này là 182 người.

## Dân số
Dân số qua các năm:
- Năm 2000: 178 người.
- Năm 2010: 182 người.